# Đảo Prater
Praterinsel và đảo bên cạnh Museumsinsel là một trong 2 đảo ở sông Isar tại München được xây cất.

## Địa lý
Đảo này có chiều dài 524 m và chiều rộng tối đa là 95 m, có diện tích là 3,6 mẫu vuông.
Ở phía Bắc của đảo, cầu Maximilian nối đường Maximilianstraße với Maximilianeum. Trên đảo ngoài „Aktionsforum Praterinsel" với những phòng làm việc của nghệ sĩ và các phòng hội họp còn có viện bảo tàng Alpine của hội Alpen Đức.